# Репнин, Иван Борисович
Иван Борисович Репнин (1617 — 5 июня 1697) — князь, русский военный и государственный деятель, голова и воевода, дворецкий, боярин.
Младший сын боярина и воеводы князя Бориса Александровича Репнина († 1670) и Марии Мироновны.

## Биография
Пожалован в царские стольники (1640). В 1643 году находился в Астрахани вместе со своим отцом, направленным туда на воеводство. В 1647 году имел поместный оклад в 700 четвертей и 50 рублей. В 1548—1654 годах находился на придворной службе: сопровождал царя Алексея Михайловича в его богомольных походах в Троице-Сергиеву лавру, в Кашин и Звенигород, «смотрел в большой стол» на торжественных обедах и стоял рындой на царских приёмах. В 1654 году голова у дворян в Государевом полку, во время первого похода царя Алексея Михайловича на Речь Посполитую. 17 марта 1655 года получил прибавку к поместному окладу — 50 четвертей и 5 рублей.
Воевода в Могилёве (1655—1656), за что получили от царя новую прибавку в размере 200 четвертей и 15 рублей. 1 ноября 1655 года могилёвские воеводы И. Б. Репнин и Ф. Б. Глебов получили царский наказ, в котором были обозначены все их обязанности. Они должны были внимательно следить за «сидельцами» (осаждёнными) в крепости Старый Быхов, узнать об отношения польского короля к Швеции, Крымскому ханству и украинского гетману Богдану Хмельницкому, защищать Могилёв от польско-литовского нападения, наблюдать за сохранностью хлебных запасов, «милостиво обходиться с могилёвскими жителями, а суда им ни в каких делах не давать, потому что царь пожаловал их, велел им между собой судиться в ратуше по прежним обычаям».
В 1657 году судья Владимирского судного приказа, затем отправлен в Полоцк «для бережения от прихода воинских людей». В 1658 году — стольник, голова у стряпчих при встрече грузинского царевича Теймураза, во время обеда у царя «смотрел в кривой стол». Минуя чин окольничего, пожалован в бояре и дворецкие (03 февраля 1659). В 1659—1660 годах — осадный воевода в Полоцке, затем по болезни отпущен в Москву. В 1661 году — вторично судья во Владимирском судном приказе и заменён отцом. В этом же году Афанасий Лаврентьевч Ордин-Нащокин, бывший послом в Швеции, писал царю Алексею Михайловичу о своих идеях по поводу заключения мира со Швецией и Речью Посполитой. Он предлагал на съезд с польско-литовскими комиссарами в Полоцке отправить великим послом князя Ивана Борисовича Репнина, «потому что его Литва хорошо знает, разум и дела его выславляет везде».
Находился на воеводстве в Великом Новгороде (1661—1665), получил от царя Алексея Михайловича похвалу за то, что он установил низкую цену на хлеб и остальные продукты, запретив перекупщикам покупать их прежде простых людей (1663). Воевода в Белгороде 1665), Смоленске (1667—1668).
В 1669 году «дневал и ночевал» при гробе царевича Симеона Алексеевича, а в 1670 году — при гробе царевича Алексея Алексеевича. В этом же году судья в Ямском приказе. Вместе с матерью сделали придел в честь пророка Илии в Пафнутьево-Боровском монастыре (1670). В 1670—1673 годах находился на воеводстве в Тобольске. По возвращении (1674) исправлял боярские должности при государе: сопровождал в поездках, участвовал в церемониях приёма иностранных послов, часто приглашался к столу Государя.
В 1676—1679 годах судья в Поместном приказе. на короткое время направлен в Севск и Белгород командовать полками (1678). 13 февраля 1679 года пожалован в ближние бояре. В 1681 году назначен царём Фёдором Алексеевичем судьей в Приказе Казанского дворца, а затем в Сибирском приказе, где заседал до своей смерти в 1697 году. Подписался под постановлением Земского собора об уничтожении местничества (1682).
Боярский денежный оклад И. Б. Репнина состоял из 400 рублей. Он получал в прибавку четыре раза по 100 рублей: 1 сентября 1668 года, по случаю объявления совершеннолетия царевича Алексея Алексеевича; за службу в Полоцке, Могилёве, Новгороде и Смоленске, так как он «служил и радел и в Государеве казне чинил прибыль»; в 1675 году «для объявления царевича», то есть по случаю совершеннолетия наследника престола Фёдора Алексеевича, и в 1686 году после заключения в Москве договора о вечном мире с Речью Посполитой.
Умер (05 июня 1697), похоронен вместе с отцом и братом в церкви Рождества Богородицы в Пафнутьево-Боровском монастыре.

## Семья
Женат на Евдокии Никифоровне урождённой Плещеевой († 8 апреля 1695 года), дочери стольника и воеводы Никифора Юрьевича Плещеева, похоронена вместе с мужем в Пафнутьево-Боровском монастыре.
Дети:

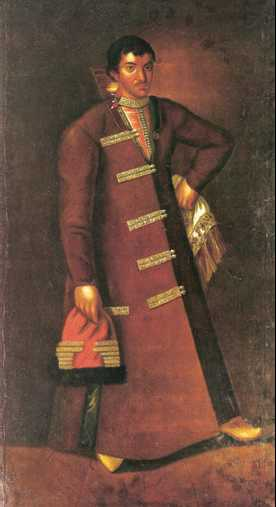
Репнин Андрей Иванович Большой († 1666) — погребен в Пафнутьево-Боровском монастыре.
- Репнина Степанида Ивановна († 1681) — жена стольника и князя Василия Петровича Урусова, будучи вдовой, погребена в Пафнутьево-Боровском монастыре.
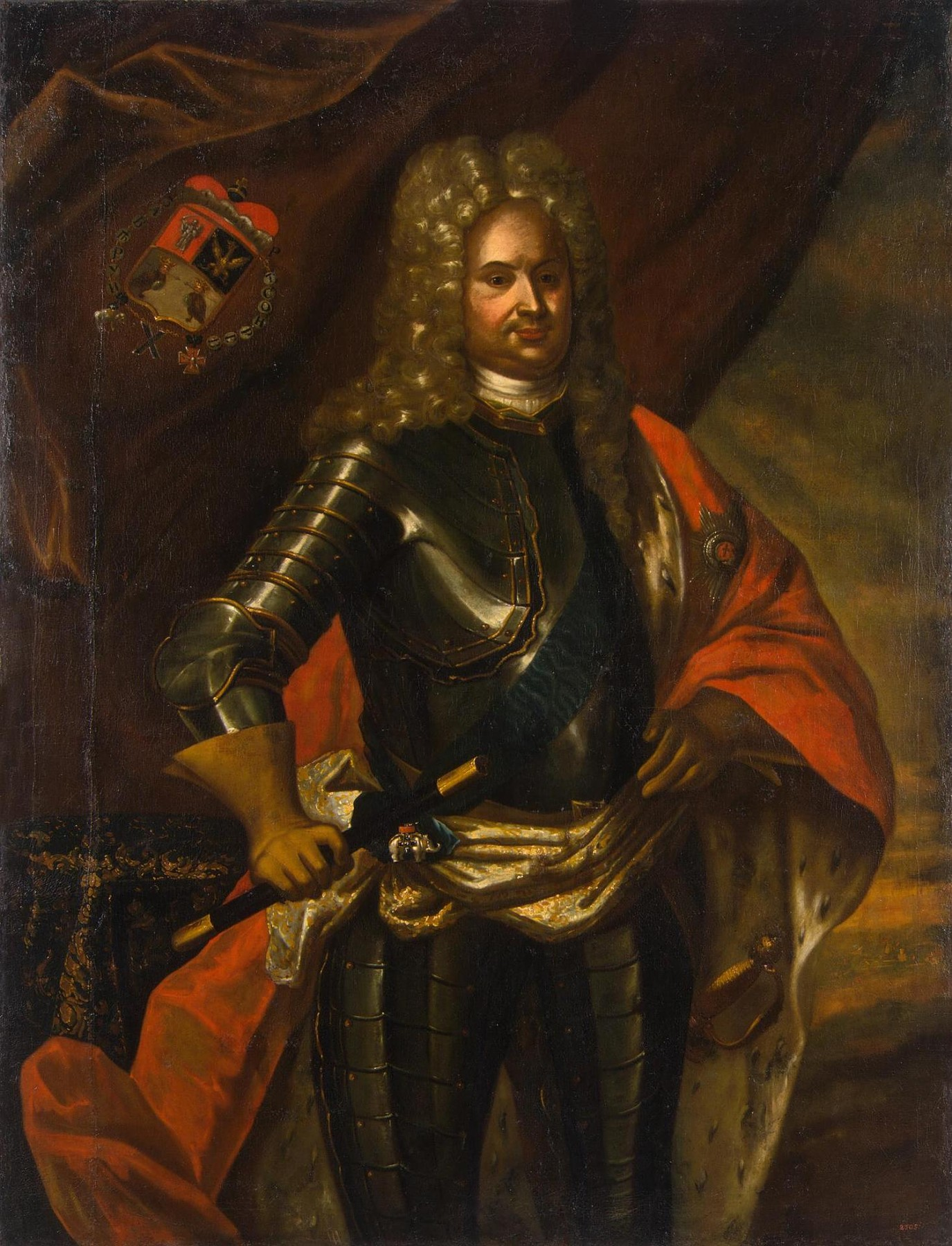
Аникита (Никита) Иванович Репнин (1668—1726) — генерал-фельдмаршал;
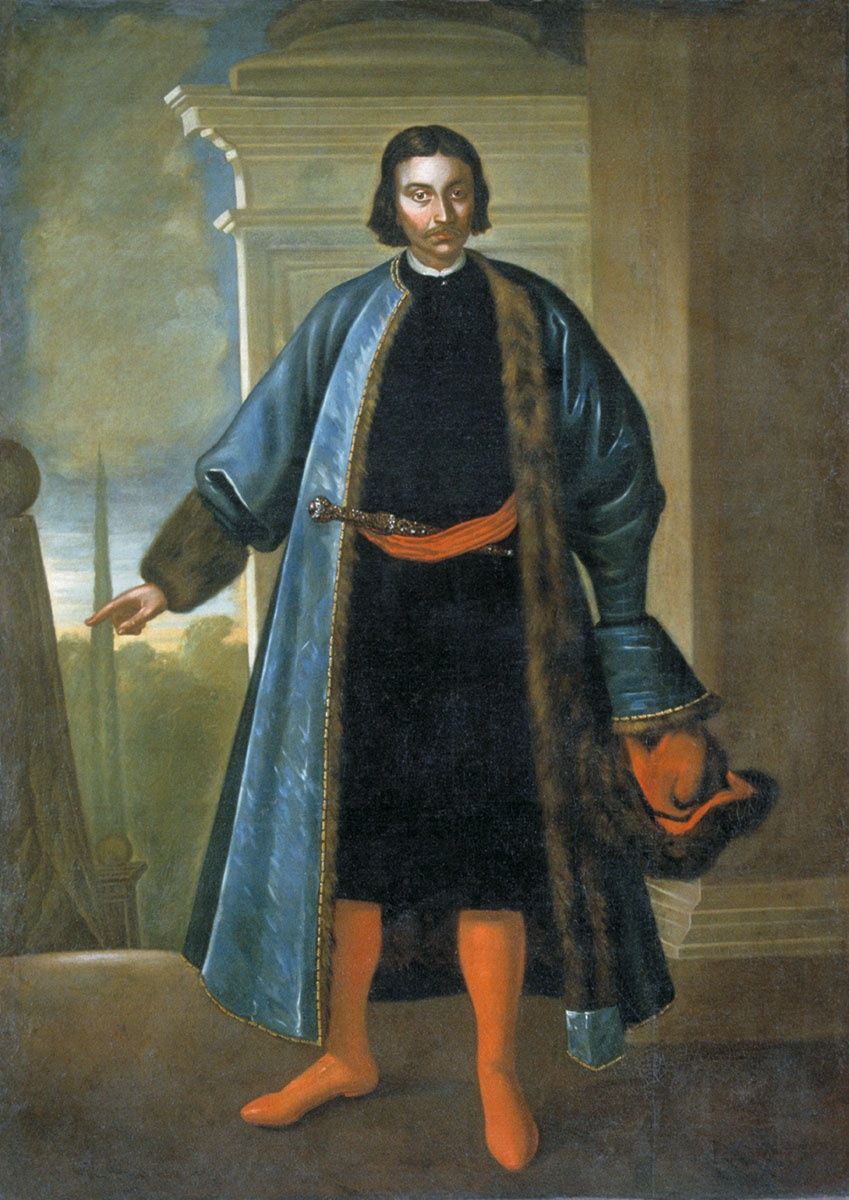
Репнин Андрей Иванович Меньшой († 1699) — комнатный стольник, женат на Татьяне Алексеевне Ржевской (ок. 1663—1715), дочери Алексея Ивановича Ржевского, погребён в Пафнутьево-Боровском монастыре.  - Репнин Андрей Большой Иванович (? – 26 мая 1696)
  - Аникита Иванович Репнин (1668-1726)
  - Андрей Меньшой Иванович Репнин (?–1699)[7]